# Archiprezbiterat Sever do Vouga
Archiprezbiterat Sever do Vouga − jeden z 10 wikariatów diecezji Aveiro, składający się z 9 parafii:
- Parafia w Cedrim
- Parafia w Couto de Esteves
- Parafia w Dornela
- Parafia w Paradela do Vouga
- Parafia w Pessegueiro do Vouga
- Parafia w Rocas do Vouga
- Parafia w Sever do Vouga
- Parafia w Silva Escura
- Parafia w Talhadas